# Hein Dekker
Hendrik Adriaan Christiaan Dekker (Amsterdam, 1836 – Laag-Soeren, 1905) was een Nederlands kunstschilder, lithograaf, aquarellist en graveur. In 1852 startte hij zijn studie aan de Amsterdamse Academie, waar hij les kreeg van de graveur André Taurel, Johann Wilhelm Kaiser en Charles Rochussen. Daarna legde hij zich toe op litho's, onder andere naar schilderijen van Jozef Israëls. In de jaren 70 ging hij over naar aquarel en olieverf. Hij schilderde met name landschappen, stadsgezichten, portretten en strandgezichten. 
Dekker werkte voornamelijk in zijn atelier in Amsterdam, maar ook in Laren, Vaassen, Nunspeet, Hummelo, Schijndel en Drenthe. Op de tentoonstellingen in Londen en Barcelona ontving hij de ereprijs. Zijn vrouw, Maria Sara Johanna Sartorius, was eveneens schilder en aquarellist.
Werken van Dekker zijn opgenomen in de collectie van het Rijksmuseum, het Textielmuseum, het Frans Hals Museum en het Teylers Museum.